# Parodia commutans
Parodia commutans ist eine Pflanzenart aus der Gattung Parodia in der Familie der Kakteengewächse (Cactaceae). Das Artepitheton commutans stammt aus dem Lateinischen, bedeutet ‚veränderlich‘ und verweist auf die Variabilität der Art.

## Beschreibung
Parodia commutans wächst meist einzeln. Die kugelförmigen Triebe werden im Alter kurz zylindrisch. Sie erreichen Wuchshöhen von bis zu 30 Zentimeter und Durchmesser von 16 Zentimeter. Der Triebscheitel ist weiß bewollt. Die 13 bis 14 geraden Rippen sind kaum gekerbt. Die darauf befindlichen Areolen sind weiß. Die anfangs zwei bis vier, später sind es vier bis sechs, Mitteldornen sind pfriemlich, biegsam, gelblich braun und 2 bis 6 Zentimeter lang. Die oberen sind gehakt, die unteren stark gebogen. Die zunächst zwölf, später 14 bis 16 dünnen, abgeflachten, geraden, weißen, braunen oder gelb werdenden Randdornen sind 0,5 bis 3 Zentimeter lang.
Die gelben bis kupferfarbig gelben Blüten sind bis zu 3,5 Zentimeter lang. Das Pericarpell ist mit weißer Wolle und kleinen gelblichen oder rötlichen Schuppen besetzt. Die Narbe ist hellgelb. Die hellgrünen bis gelben oder roten zylindrischen Früchte bis zu 5 Zentimeter lang. Die Früchte enthalten kleine schwarze Samen.

## Verbreitung, Systematik und Gefährdung
Parodia commutans ist in den bolivianischen Departamentos Potosí, Chuquisaca und Tarija in Höhenlagen von 2900 bis 3200 Metern verbreitet.
Die Erstbeschreibung durch Friedrich Ritter wurde 1964 veröffentlicht. Nomenklatorische Synonyme sind Parodia maassii var. commutans (F.Ritter) Krainz (1967) und Bolivicactus commutans (F.Ritter) Doweld (2000).
In der Roten Liste gefährdeter Arten der IUCN wird die Art als „Least Concern (LC)“, d. h. als nicht gefährdet geführt.

## Nachweise